# Олав Берстад

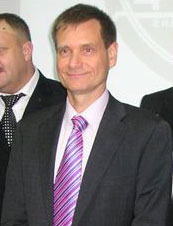
Олав Берстад у Жмеринці

Олав Берстад (нар. 19 вересня 1953 року в м. Тромсе, Норвегія) — Надзвичайний і Повноважний Посол Норвегії в Україні і за сумісництвом у Республіці Білорусь.

## Біографія
Народився 19 вересня 1953 року у місті Тромсьо. У 1976 закінчив Університет в Осло. Бакалавр із російської мови і літератури, історії й археології.
З 1980 — співробітник Міністерства закордонних справ Норвегії.
У 1982–1985 — аташе Посольства Норвегії в Туреччині.
У 1985–1987 — віце-консул Консульства Норвегії у Нью-Орлеані (США).
У 1987–1990 — старший радник з питання ООН та Середнього Сходу Міністерства закордонних справ Норвегії.
У 1990–1993 — перший секретар з економічних питань Посольства Норвегії у США.
У 1993–1996 — радник з питань енергії і навколишнього середовища Посольства Норвегії в Російській Федерації.
У 1996–1998 — заступник генерального директора з питань навколишнього середовища і ядерної безпеки Міністерства закордонних справ Норвегії.
У 1998–2001 — Посол Норвегії в Азербайджані. З 2000 року також акредитований у Грузії.
У 2001–2006 — Спеціальний радник з питань Євро-арктичного співробітництва у Баренцовому регіоні Міністерства закордонних справ Норвегії.
З вересня 2006 року Надзвичайний і Повноважний посол Норвегії в Україні.